# بيغي سيرامي
بيغي أونكوتيلوايلي سيرامي هي سياسية من شعب تسوانا، تشغل منصب وزيرة المالية في حكومة الرئيس موكجويتسي ماسيسي منذ أبريل 2021.

## الحياة السياسية
قبل تعيينها في مجلس الوزراء، عملت سيرامي كخبيرة في الاقتصاد الجزئي في وزارة المالية. شغلت سيرام منصب وزير الاستثمار والتجارة والصناعة من مارس 2020 حتى أبريل 2021.

## الحياة الشخصية
لدى سيرامي ابنة اسمها دينو ديانا تاميا سيرام، وكابيلو سيرام.

## روابط خارجية
- صفحة بيغي سيرامي على تويتر.